# Grup d'apartaments (Palamós)
El Grup d'apartaments és una obra de Palamós (Baix Empordà) inclosa a l'Inventari del Patrimoni Arquitectònic de Catalunya.

## Descripció
Conjunt de quatre apartaments unifamiliars de planta baixa i un pis, amb un gran pati davanter on es troben el garatge i els accessos als habitatges, cadascun dels quals té un petit jardí posterior. La façana que dona al pati s'organitza en volums cúbics esglaonats, diferenciats en planta i pis; a la planta baixa hi ha portes d'accés rectangulars. La part posterior de la construcció juga amb volums entrants i sortints de manera que cada habitatge manté la seva individualitat en tenir la façana molt enretirada respecte als blocs sobresortints; les façanes al jardí mostren a la planta baixa una gran porta de vidre que hi dona sortida des del saló-estar; al pis hi ha els dormitoris i els serveis, amb un balcó semicircular. L'organització de l'espai intern és d'una gran funcionalitat. Una gran marquesina d'obra pintada de blau a la part interior i situada entre planta i pis unifica els volums del conjunt de la construcció.

## Història
L'obra va ser projectada l'any 1987 i realitzada el 1989, sota la direcció de l'arquitecte Lluís Nadal i Oller.